# بسکتبال ۳ نفره
بسکتبال ۳ نفره یا ۳ به ۳، گونه‌ای از ورزش بسکتبال است که در ابتدا در زمین‌های آسفالت برخی مناطق شهری ایالات متحده آمریکا انجام می‌شد. با محبوبیت این رشته در جهان و گسترش و افزایش تعداد بازیکنان آن، این رشته به یک نیرو برای رشد ورزش بسکتبال و بسکتبالیست‌ها تبدیل شد. سرانجام فیبا نیز در سال ۲۰۰۷ در بسکتبال ۳ به ۳ وارد عمل شد. مسابقات این رشته برای اولین بار به عنوان آزمایش در بازی‌های آسیایی داخل سالن ۲۰۰۷ در ماکائو برگزار شد و پس از آن نیز در بازی‌های آسیایی نوجوانان ۲۰۰۹ و بازی‌های المپیک تابستانی نوجوانان ۲۰۱۰ سنگاپور حضور یافت.

## قوانین بازی
فیبا هر از گاهی مکمل قوانین رسمی بسکتبال خود را به‌طور خاص برای ۳ به ۳ منتشر می‌کند. این قوانین حاکی از آن است که قوانین منظم فیبا برای کلیه شرایطی که به‌طور خاص در قوانین فیبا ۳ به ۳ مورد توجه قرار نمی‌گیرند اعمال می‌شود. مجموعه فعلی، هر دو به صورت مختصر و با فرمت طولانی‌تر، در ژانویه ۲۰۱۹ منتشر شد.
قوانین فعلی از بسکتبال معمولی تمام وقت به روش‌های زیر دنبال می‌شوند:
هر تیم از سه بازیکن و یک جایگزین تشکیل شده‌است. با شروع بازی، هر تیم باید سه بازیکن در زمین داشته باشد.
- بازی در یک نصف زمین و با یک سبد انجام می‌شود. زمین رسمی ۱۵ متر (۴۹ فوت) عرض (همان استاندارد فیبا برای بازی تمام وقت) به طول ۱۱ متر (۳۶ فوت) طول دارد (در مقایسه با فاصله استاندارد زمین فیبا از ۱۴ متر [۴۶ فوت] .(با این حال، قوانین به‌طور خاص بیان می‌کنند که نیمی از زمین کامل فیبا یک منطقه بازی قابل قبول برای مسابقات رسمی است.
- بسکتبال ۳ به ۳ منحصر به فرد است و در همه مسابقات اعم از آقایان، زنان یا ترکیبی استفاده می‌شود. توپ مورد استفاده بازی سایز ۶ به اندازه (۲۸٫۵ اینچ، ۷۲۰ میلی‌متر) است که در بازی تمام زمین بانوان استفاده می‌شود. وزن توپ بازی ۵۵۳ گرم است.

برای شروع بازی از پرش استفاده نمی‌شود. درعوض، بلافاصله قبل از بازی یک سکه پرتاب می‌شود. تیم برنده می‌تواند در ابتدای بازی تصاحب توپ را در اختیار بگیرد یا اگر بازی به وقت اضافه رفت مالکیت وقت اضافه را بگیرد. به نوبه خود، این بدان معنی است که اگر بازی به وقت اضافه برسد، اولین مالکیت به تیمی که بازی را در دفاع شروع کرده‌است می‌رسد.
در طول بازی هیچ جامپ بالی صورت نمی‌گیرد. همچنین قانون مالکیت توپ وجود ندارد و در موقعیت هلد بال مالکیت به تیم دفاع کننده می‌رسد.
- به هر شوت موفق در داخل قوس یک امتیاز تعلق می‌گیرد، در حالی که به هر شوت موفق در پشت قوس دو امتیاز تعلق می‌گیرد.
- بازی یک دوره ۱۰ دقیقه ای با رسیدن به ۲۱ امتیاز است. برنده اولین تیمی است که در پایان ۱۰ دقیقه ۲۱ امتیاز یا تیمی که بالاترین امتیاز را کسب کرده‌است. اگر بازی مساوی شود بازی به وقت اضافه می‌رود و تیمی که زودتر به دو امتیاز رسید برندی بازی است. اگر بازی به صورت ۲۰ برابر شد بازی با ۲۱ امتیاز به پایان نمی‌رسد.
- بازی با شروع تعویض توپ با تیم تهاجمی در پشت قوس شروع می‌شود. این مبادله همچنین برای راه اندازی مجدد بازی از هر موقعیت توپ مرده استفاده می‌شود. اگر خطایی صورت گرفت، نتیجه تیم حمله مالکیت خود را حفظ می‌کند.

تایم حمله برای هر تیم به مدت ۱۲ ثانیه می‌باشد.
- اگر دفاع به وسیلهٔ توپ دزدی، یک بلاک یا یک حرکت برگشتی توپ را در داخل قوس بدست آورد، تیم باید قبل از اینکه اقدام برای گل کند، باید توپ را در پشت قوس سه امتیازی ببرد.
- بعد از زدن یک گل یا پرتاب آزاد (به غیر از خطاهای فنی یا غیر ورزشی و خطاهای تیمی ۱۰ یا بیشتر)، با بازیکنی از تیم غیر گلزنی، توپ را مستقیماً زیر سبد بگیرید و دوباره دریبل بزند یا آن را به یک نقطه انتقال دهد تیم دفاع مجاز نیست در منطقه نو شارژینگ دفاع کند.
- تنها ویژگی مشترک بین روش تعویض در تمام زمین و ۳ به ۳ این است که می‌تواند فقط در وضعیت توپ مرده اتفاق بیفتد. در ۳ به ۳، یک جایگزین فقط می‌تواند از پشت خط انتهایی مقابل سبد وارد شود، و یک بار بازیکن که بازی را ترک می‌کند، تماس بدنی با تعویض برقرار می‌کند. برخلاف بازی تمام زمین، هیچ اقدامی از سوی داوران یا مسئولان جدول لازم نیست.
- به هر تیم یک بار فرصت استراحت داده می‌شود. (ممکن است مسئولان همچنان در صورت آسیب دیدگی بازیکن یا سایر شرایط خطرناک بازی را متوقف کنند، مانند قوانین استاندارد فیبا).
- تعداد خطاهای شخصی فردی ثبت نمی‌شود. به عبارت دیگر، بازیکنان را نمی‌توان بر اساس خطاهای شخصی اخراج کرد. با این حال، بازیکنی که مرتکب دو خطای غیرورزشی شود، اخراج می‌شود.

## پیشرفت
فدراسیون جهانی بسکتبال اف.آی.بی. ای مسابقات ۳ به ۳ را به ماشین فوق‌العاده ای برای پیشرفت بسکتبال تشبیه می‌کند. پاتریک بو من دبیرکل فیبا می‌گوید: ایدهٔ مسابقات ۳ به ۳ تمامی عناصر و مهارت‌های ضروری بسکتبال را پوشش می‌دهد. در حال حاضر و البته در آینده همین مسابقات بازیکنان بزرگی به بسکتبال جهان معرفی خواهند کرد. در عین حال یکی از ساده‌ترین و موثرترین راه‌ها برای جذب نوجوانان به ورزش بسکتبال است. در نتیجه فدراسیون جهانی بسکتبال این امکان را خواهد داشت تا نکات آموزشی و ارزش‌های اجتماعی را به نسل بعد انتقال دهد.
فیبا استراتژی منحصر به فردی را برای ترغیب و گسترش بسکتبال ۳ به ۳ به کار گرفته‌است. این فدراسیون اقدام به ایجاد و توسعهٔ جامعه ای دیجیتالی در فضای مجازی کرده که به نوعی مکانیست برای گردهم آوری بازیکنان بسکتبال در سراسر جهان. طی مناسبت‌ها و رقابت‌های مختلف ۳ به ۳ که توسط خود فدراسیون اعلام می‌گردد، این بازیکنان بر اساس امتیازات کسب شده رده‌بندی خواهند شد.
در اپلیکشین اختصاصی فیبا، می‌توان هر مناسبت یا رقابت ۳ به ۳ در سرتاسر دنیا را تبدیل به یکی از مناسبت‌های این فدراسیون کرد تا زیر نظر آنها برگزار شود. تمامی مناسبت‌ها و رقابت‌های اعلام شدهٔ ۳ به ۳ در فیبا کلاس بندی شده‌اند و بر این اساس می‌توان رقابتی رسمی در فضای مجازی بر اساس رنکینگ راه اندازی کرد. قابلیت تبدیل شدن این رقابت به تور جهانی، مهم‌ترین بخش این رقابت در فضای مجازیست که طی آن تمامی حرفه ای‌ها گرد هم آمده و در نهایت یک بازی فینال برگزار خواهد شد. تیمی می‌تواند در تور برترین‌های جهان راه یابد که در رقابت‌های طراحی شده برای سنجش کیفیت تیم‌ها شرکت کرده باشد.
سازمان ملی بسکتبال شمال آمریکا، ان بی ای نیز از سال ۲۰۱۶ از مسابقات ۳ به ۳ استقبال کرد. این سازمان تورنومنت‌های تابستانهٔ معتبری همچون دی ای دابلیو برگزار می‌کند که طی آن تمامی بازیکنان غیر حرفه ای در سراسر ایالات متحده می‌توانند در این مناسبت شرکت کنند و حتی جایزهٔ نقدی نیز برای فینالیست‌ها در نظر گرفته شده‌است. بازیکنان برتر به تیم ملی بسکتبال ۳ به ۳ آمریکا دعوت می‌شوند. این مسابقات در دو گروه مردان و زنان تحت عنوان مسابقات قهرمانی ۳ به ۳ ان بی ای برگزار می‌گردد که هر فرد می‌تواند پتانسیل کشورش را در عرصهٔ بین‌المللی به نمایش بگذارد. این همچنین این تورنومنت‌ها شامل اجرای موزیک زنده، پرتاب‌های سه امتیازی بازیکنان (که صرفاً برای طرفداران برگزار می‌شود)، برگزاری رقابتی تحت عنوان " nba2k sports" و نمایش نحوهٔ پوشش و ظاهر بازیکنان حال حاضر ان بی ای خواهد بود.
در سال ۲۰۱۷ شرکت برگزار کنندهٔ مناسبتهای سرگرم‌کننده با نام "آیس کیوب" تحت هدایت مغز متفکرش "جف واتینز" ایدهٔ جالب لیگ "بیگ ۳" را ارائه داد. در این رقابت، بهترین‌های ان بی ای به همراه بازیکنان تیم ملی بسکتبال آمریکا شرکت می‌کنند. قوانین این تورنومنت نسبت به قوانین رسمی فیبا کمی متفاوت است. علاوه بر این، توپی که در این رقابت در نظر گرفته‌اند، دقیقاً همان توپیست که در رقابت‌های بسکتبال مردان استفاده می‌شود. (توپ رقابت‌های ۳ به ۳ فیبا متفاوت است).